# Municipio de Malaga
El municipio de Malaga (en inglés: Malaga Township) es un municipio ubicado en el condado de Monroe en el estado estadounidense de Ohio. En el año 2010 tenía una población de 1062 habitantes y una densidad poblacional de 13,96 personas por km².

## Geografía
El municipio de Málaga se encuentra ubicado en las coordenadas 39°50′29″N 81°9′26″O / 39.84139, -81.15722. Según la Oficina del Censo de los Estados Unidos, el municipio tiene una superficie total de 76.1 km², de la cual 75,88 km² corresponden a tierra firme y (0,29 %) 0,22 km² es agua.

## Demografía
Según el censo de 2010, había 1062 personas residiendo en el municipio de Málaga. La densidad de población era de 13,96 hab./km². De los 1062 habitantes, el municipio de Málaga estaba compuesto por el 99,44 % blancos, el 0,09 % eran afroamericanos, el 0,09 % eran asiáticos y el 0,38 % eran de una mezcla de razas. Del total de la población el 0,47 % eran hispanos o latinos de cualquier raza..